# Interferoni di tipo I
Gli interferoni di tipo I (IFN I), sono citochine che fanno parte della famiglia degli interferoni, proteine che aiutano a regolare l'attività del sistema immunitario.
Tutti gli IFN di tipo I si legano a uno specifico complesso di recettori della superficie cellulare, noto come recettore IFN-α (IFNAR) costituito dalle catene IFNAR1 e IFNAR2.
Gli IFN di tipo I si trovano in tutti i mammiferi e molecole omologhe sono state trovate in uccelli, rettili, anfibi e pesci.

## Classificazione
Nei mammiferi sono presenti IFN-α (alfa), IFN-β (beta), IFN-κ (kappa), IFN-δ (delta), IFN-ε (epsilon), IFN-τ (tau), IFN-ω (omega) e IFN-ζ (zeta).